# TINKERBELL SOUND LABEL
ティンカーベルサウンドレーベル (tinkerbell sound label)は、インディーズ音楽レーベルである。

## 略歴
2006年以前は桜blossomという同人音楽サークルとして活動していたが、以降はtinkerbell sound labelとして、複数のユニットを傘下においての大カテゴリへと移行。各所属ユニットへの楽曲作成や作詞などはすべて神凪琉榎とUnaが担当しており、商業作品への提供なども積極的に行っている。
また、Webデザインにおいても制作を行っており、楽曲リリースだけに留まらず、クリエイター集団としてのレーベルのようである。
結成当初は和風音楽を主軸としていたが、年に数回開かれる同人音楽イベントM3でのリリースのたびに大きく趣向を変え、現在はオルタナティブ色の強い作品を作るようになったが、一貫してファンタジーの要素はどの作品にも含まれている。

## 制作スタッフ
- 神凪琉榎 (Luka Kannagi) - 総合企画監督、メインコンポーザー、各種デザイン
- Una (うな) - コンポーザー
- 衛児 (eiji) - ギター、ドラム、コンポーザー
- アレックス - Webコーディング

## 所属メンバー
- 小鳥遊まこ (Mako Takanashi) - sakura blossomのボーカル
- Sake (さけ) - ボーカル
- 上条ひずる  - ボーカル
- 侑樹  - ボーカル・衣装・小道具
- 橘樹音々 (Tachibana Nene) - イラスト全般・雑務

## 所属ユニット
- 桜blossom（ただし2011年秋作品リリース時にローマ字表記に移行） (sakura blossom) - オルタナティヴダークファンタジー
- さけごはん -SALMON RICE- (sakegohan) - SakeとComeraのボーカルプロジェクト
- Stella Storia (ステラストーリア) - 神凪琉榎とUnaのBGMユニット
- eSSence (エッセンス) - Sakeと神凪琉榎のオルタナティヴユニット
- 上条ひずる - 上条ひずるのソロボーカルプロジェクト
- 侑樹-yuki- - 侑樹-yuki-のソロボーカルプロジェクト

## CDアルバム

### 2011年
- Remember Me/eSSence
- 珈琲喫茶Melow Night/上条ひずる
- Who am I?/侑樹-yu-ki-
- Symphonic Orchestra/sakura blossom
- CONCERTO OF SUMMER/tinkerbell sound label × SORAHANEコラボレーション（特典限定非売品）

### 2010年
- Ophelia - THE TRUE TALE LOST IN A SECRET SONG -/SAKURA BLOSSOM
- 七椿歌集/さけごはん

### 2009年
- 蒼の煉獄 -Sapphire of Rusalka cathedral-/さけごはん

### 2008年
- 琥珀色の都市 -Concerto of Rosvaise-/SAKURA BLOSSOM

### 2007年
- MoonClock - これは崩壊の音を臨む黒き風姫 -/SAKURA BLOSSOM

## 商業活動
- SORAHANE
  - オフィシャルウェブサイト（Webデザイン）
  - さくら、咲きました。（音楽スタッフ、Webデザイン）
  - AQUA（音楽スタッフ、Webデザイン）
- FLAT
  - タイトル未公表（インターフェースデザイン）
- Operetta
  - オフィシャルウェブサイト（Webデザイン）
  - NOISE―voice of snow―（Webデザイン）
- Sputnik
  - オフィシャルウェブサイト（Webデザイン）
  - 風ヶ原学園スパイ部っ！（Webデザイン）
- Lose
  - オフィシャルウェブサイト（Webデザイン）
  - ものべの-monobeno-（Webデザイン）
  - ゴスデリ（挿入歌、Webデザイン）